# Ani ni Tsukeru Kusuri wa Nai!
Ani ni Tsukeru Kusuri wa Nai! (兄に付ける薬はない！, tiếng Trung: 快把我哥带走, n.đ. 'Anh trai tôi hết thuốc chữa rồi!') là một series anime TV ngắn ở Nhật được sản xuất dựa trên bộ manhua mạng Đưa anh tôi đi đi! (快把我哥带走) của tác giả người Trung Quốc U-Linh (幽·灵, Yōu Líng).
Bộ anime chuyển thể được lên sóng ngày 7 tháng 4 năm 2017 trên kênh Tokyo MX. Câu chuyện xoay quanh một cặp anh em - cô em gái bạo lực Thời Miểu và người anh trai Thời Phần.

## Nhân vật
Thời Phần (時分 Shī Fun, pinyin: Shí Fēn)
Lồng tiếng bởi: Nakamura Yuichi
Anh trai của Thời Miểu, là học sinh năm nhất của một trường cấp ba bình thường. Cậu bị em gái đánh giá là một người không có gì nổi bật: không sở trường, không có bạn gái, học lực kém và không có bản lĩnh. Thời Phần thường xuyên bị Thời Miểu đe doạ và đánh đập vì những suy nghĩ và hành động nông cạn, ngu ngốc của mình. Tuy vậy, cậu rất yêu quý và trân trọng em gái, luôn muốn được coi là một người anh tuyệt vời. Thời Phần có một vóc dáng cao nhưng thể lực lại khá kém, hiện là một thành viên dự bị của câu lạc bộ bóng rổ.
Dù bị Thời Miểu đối xử như một anh trai vô dụng, nhưng Thời Phần lại là người quán xuyến gần như mọi công việc nhà từ khi hai anh em còn rất nhỏ. Thời Phần rất giỏi nấu ăn, hay dọn dẹp nhà cửa và luôn hãnh diện với chúng; trong khi đó Thời Miểu lại khá vụng về trong khoản này.
Thời Miểu (時秒 Shī Myo, pinyin: Shí Miǎo)
Lồng tiếng bởi: Amamiya Sora
Em gái của Thời Phần, học sinh năm ba của một trường cấp hai, sở trường là võ thuật, chưa có bạn trai. Vì tính cách khá mạnh mẽ nên Thời Miểu không bao giờ bỏ qua cho những hành động có phần nông cạn của Thời Phần. Tuy nhiên, đôi khi Thời Miểu vẫn thể hiện sự quan tâm với anh trai mình. Về cơ bản thì cô khá khắt khe với Thời Phần, thế nhưng do vụng về đến nỗi không thể vẽ được hình tròn hoàn chỉnh mà phó mặc toàn bộ việc nhà cho Thời Phần nên Thời Miểu khá tự ti về khoản nội trợ trước anh trai.
Một lần, khi gặp khó khăn vì không đủ tiền mua đồ ăn trong canteen, Thời Miểu được Khai Tâm - bạn của Thời Phần giúp đỡ và từ đó có cảm tình với anh. Do mù tịt trong chuyện tình cảm nên Thời Miểu thường hay có những hành động ngốc nghếch trước khi kịp bình tĩnh lại.
Chân Khai Tâm (甄開心 Chen Kaishin, pinyin: Zhēn Kāixīn)
Lồng tiếng bởi: Ono Kenshō
Bạn thân của Thời Phần, tính cách khá thoải mái. Khai Tâm và Thời Phần có mối quan hệ cực kì tốt: thường xuyên nói chuyện hớn hở với nhau, đóng giả là một cặp đôi để được ăn buffet miễn phí, thường xuyên cùng nhau làm trò ngu ngốc...
Bên cạnh đó, Khai Tâm cũng là át chủ bài của đội bóng rổ. Đồng thời anh mới chỉ biết Thời Miểu là em gái của Thời Phần chứ chưa biết tình cảm của cô.
Diệu Diệu (妙妙 Myōmyō, pinyin: Miàomiào)
Lồng tiếng bởi: Morinaga Chitose
Bạn thân của Thời Miểu, luôn sử dụng kẹp tóc hình trái tim, hơi bất cẩn. Diệu Diệu có hứng thú và sự nhạy cảm với tình yêu, thường xuyên giúp đỡ Thời Miểu trong chuyện tình cảm.
Vạn Tuế (万歳 Ban Zai, pinyin: Wàn Suì)
Lồng tiếng bởi: Hanae Natsuki
Một chàng trai chuyển trường để giấu thân phận giàu có. Cậu trở thành bạn thân của Thời Phần và Khai Tâm. Cậu thích Thời Miểu.
Vạn Hạnh (万幸 Ban Shin, pinyin: Wàn Xìng)
Lồng tiếng bởi: Hanae Natsuki
Em trai của Vạn Tuế

## Truyền thông

### Manhua
Tác giả của bộ manhua mạng là U-Linh (幽·灵, Yōu Líng). Nó được phát hành trên trang web Kuaikan Manhua. Sau đó, hai bản khác được phát hành bởi Công ty Xuất bản China Friendship. 
| Tập | Ngày phát hành           | ISBN                   | Nguồn |
| --- | ------------------------ | ---------------------- | ----- |
| 1   | Ngày 25 tháng 9 năm 2015 | ISBN 978-7-5057-3587-3 | [ 2 ] |
| 2   | Ngày 8 tháng 9 năm 2016  | ISBN 978-7-5057-3797-6 | [ 3 ] |

### Anime
Một bản anime ngắn bởi Fanworks được lên sóng tại Tokyo MX vào ngày 7 tháng 4 năm 2017 và ở Trung Quốc vào tháng 3 năm 2017 với mỗi tập kéo dài 3-4 phút. Brian The Sun biểu diễn bài hát mở đầu với tiêu đề "Sunny Side Up". Rareko chỉ đạo và viết lời thoại tại Imagineer và Fanworks. Tencent Penguin Pictures lên kế hoạch dự án.